# Медоуландс (Пенсилванија)
Медоуландс (енгл. Meadowlands) насељено је место без административног статуса у америчкој савезној држави Пенсилванија.

## Демографија
По попису из 2010. године број становника је 822.
| Група             | 2000.    | 2010.       |
| Белци             | 0 (0,0%) | 788 (95,9%) |
| Афроамериканци    | 0 (0,0%) | 14 (1,7%)   |
| Азијати           | 0 (0,0%) | 0 (0,0%)    |
| Хиспаноамериканци | 0 (0,0%) | 9 (1,1%)    |
| Укупно            | 0        | 822         |